# بيتر استروم
بيتر غاردنر أوستروم (بالإنجليزية: Peter Ostrum)‏ (ولد في 1 نوفمبر 1957) هو الطبيب البيطري الأمريكي السابق والممثل الطفل الذي مثل دوره الوحيد (تشارلي دلو) في الفيلم السينمائي ويلي ونكا ومصنع الشيكولاتة في عام 1971.
كان أوستروم يبلغ من العمر 12 عامًا عندما تم اختياره من قبل وكلاء المواهب لـ ويلي ونكا. على الرغم من أنه استمتع بتجربة تصوير الفيلم، إلا أنه اختار عدم التوقيع على عقد بثلاثة أفلام عندما انتهى.
بعد تجنب مهنة السينما والمسرح، أصبح أوستروم مترددًا في التحدث عن دوره البطولي الوحيد. في عام 1990 بدأ تقليدًا سنويًا بالتحدث إلى أطفال المدارس حول الفيلم وأصبح موضوعًا للاهتمام مرة أخرى عندما تم إصدار فيلم 2005 تشارلي ومصنع الشوكولاتة إلى المسارح.
أصبح أوستروم مهتماً بالخيول عندما عاد من ويلي ونكا، وتأثر بشكل خاص بالطبيب البيطري الذي يميل إليه. حصل على الدكتوراه في الطب البيطري من كلية الطب البيطري بجامعة كورنيل عام 1984، اعتبارًا من 2005 مارس أوستروم المهنة وعاش في لوفيل ، نيويورك مع زوجته لوريتا (ولدت ليبكاوسكي)، وطفلين: ليف وهيلينكا.

## الحياة الشخصية
بيتر غاردنر أوستروم ولد في دالاس في 1 نوفمبر 1957 لـ دين غاردنر أوستروم (1922-2014) وصاريبتة مابل اسمها الأصلي بيربونت (سنة 1922). وهو أصغر إخوته الأربعة. كان أوستروم يعيش في كليفلاند في سن الثانية عشرة، وهي مدينة وصفها إم إس إن بي سي بأنها موطنها الأصلي.
تزوج أوستروم لوريتا م.ليبكووسكي في 1987/1988. ولدى الزوجين طفلان، هيلينكا وليف، ويتبع الأخير والده على المسرح كممثل رئيسي في العديد من المسرحيات الموسيقية في مدرسة ساوث لويس المركزية. عاش آل أوستروم في لوفيل ، نيويورك مؤخرًا حتى عام 2005.

## ويلي ونكا
كان أوستروم في الصف السادس ويؤدي في مسرح الأطفال في كليفلاند بلاي هاوس، عندما لاحظه وكلاء المواهب الذين كانوا يبحثون في جميع أنحاء البلاد عن الممثل لتصوير تشارلي باكيت في ويلي ونكا ومصنع الشوكولاتة . التقط العملاء صورًا بولارويد لـ أوستروم وسجلوه يقرأ من الرواية الأصلية، ثم عادوا إلى نيويورك. بعد ذلك بشهرين، تم استدعاء أوستروم إلى نيويورك لإجراء اختبار على الشاشة حيث غنى " My Country، 'Tis of Thee "، وبعد شهر تم الاتصال به ومنحه عشرة أيام للاستعداد للمغادرة للتصوير. غادر أوستروم إلى ميونيخ في 10 أغسطس 1970. 
 في عام 2000، أشار أوستروم إلى أن تصوير ويلي ونكا في ميونيخ كان كأنه «طالب تبادل لمدة خمسة أشهر». تضمنت الذكريات العظيمة لأشهره الخمسة في ألمانيا الغربية مشاهدة بناء أولمبيا بارك ودورة الألعاب الأولمبية الصيفية لعام 1972 ، والعمل مع جين وايلدر وجاك ألبرتسون. نظرًا لأن أوستروم لم يعمل في السينما من قبل، أخذ وايلدر على عاتقه أن يوجه الممثل الشاب في العمل. وصف أوستروم في وقت لاحق وايلدر بأنه رجل لطيف «عامل الناس باحترام وكرامة». كانت الروابط التي تطورت بين الممثلين هي من هذا القبيل، على الرغم من أنهم لم يروا بعضهم البعض مرة أخرى بعد تصوير ونكا، وصف أوستروم وفاة ويلدر عام 2016 بأنها «مثل فقدان أحد الوالدين».
تم تعليم أوستروم لمدة ثلاث ساعات في اليوم، على الرغم من أنه في بعض الأحيان لمدة 30-60 دقيقة في المرة الواحدة. على الرغم من أنه تم اختباره فقد تم التأكد من أن غنائه سيتم قطعه ودبلجته، فقد كان صوت غناء أوستروم هو الذي وصل إلى الشاشة على الرغم من قطعه بشكل كبير. في مقابلة عام 2011، أخبر أوستروم قصة كيف أعطاه المخرج ميل ستيوارت كلاكيت من اللوح من الفيلم وسأله لاحقًا كيف حصل عليه لأنه نسي أنه فعل ذلك؛ إنه التذكار الوحيد لـ أوستروم من الطاقم.
بعد أن أنهى تصوير ويلي ونكا ، رفض أوستروم البالغ من العمر 13 عامًا  عرض ديفيد ل. وولبر بعقد من ثلاثة أفلام. أكد الشاب لفراولي بيكر، مدرب في الحوار في ويلي ونكا، أنه رفض العقد للاحتفاظ «بحرية اختيار ما يلعبه، وفي أي صورة». (ظل أوستروم وبيكر صديقين حتى عام 1996 على الأقل) في يناير 2018، قال أوستروم إنه في بعض الأحيان يفتقد التمثيل - على الرغم من أنه ليس طبيعته، لكنه يشعر أنه تهرب من الاضطرار إلى الانتقال من طفل إلى ممثل بالغ.
حتى يناير 2018 بقي أوستروم يتلقى 8–9 دولار أمريكي of عوائد الملكية الفكرية كل ثلاث أشهر.

### أثر دائم
في كتابه سنة الكبار، شارك أوستروم في صف الفيلم، وفي مصلحة أحد معلميه، نظر مرة أخرى إلى المسرح والتمثيل. بعد الاختبار لأداء عدة أدوار (بما في ذلك ألان سترانغ في <i id="mwhA">إكوس</i> في برودواي)، قرر أوستروم عدم مواصلة ذلك. بعد وضع مسيرته السينمائية القصيرة خلفه، رفض أوستروم الصحفيين والمقابلات، مفضلاً عدم التحدث عن الموضوع؛  «أردت من الناس أن يحكموا على ما كنت وليس ما فعلته». لبعض الوقت، كذب أوستروم وأخبر الناس أن أخاه، وليس هو من تألق في الفيلم. لقد استغرق أوستروم سنوات بعد الانتقال إلى لوفيل قبل أن يخبر أي شخص هناك عن نجوميته التي كانت لمرة واحدة. حتى زوجته لوريتا لم تعرف دوره حتى أخبرها بذلك قبل أن تقابل والدته.
منذ عام 1990، تحدث أوستروم إلى الطلاب في أكاديمية لوفيل مرة واحدة كل السنة في اليوم الأخير من المدرسة حول تجربته في ويلي ونكا وكذلك عمله في الطب البيطري. يسأل الطلاب بشكل رئيسي عن المؤثرات الخاصة للفيلم، ويصف لهم أوستروم «ما حدث لفيروكا، كيف انفجرت فيوليت مثل العنب البري وكيف سافر تشارلي مع الجد جو، كل هذه الأنواع من الأسئلة.»  قبل أوستروم أيضًا دعوة للظهور في مهرجان سناو تاون السينمائي لعام 2018 في ووترتاون ، نيويورك، للإجابة على أسئلة الجمهور بعد عرض الفيلم؛ «إنه في فنائي الخلفي، لقد أصبح حدثًا شائعًا في يناير وأود دعم الأحداث المحلية.» قال أوستروم عن حدث 2018 أنه استمتع بإعادة مشاهدة الفيلم، وأن الناس يطرحون عليه «أسئلة رائعة». أطلق على أوستروم لقب «الرجل الأكثر شهرة في لوفيل»، حيث قام متجر تأجير الفيديو المحلي بتلف نسخة VHS مرتين من ويلي وونكا ومصنع الشوكولاتة .
في الفترة التي سبقت إطلاق تشارلي ومصنع الشوكولاتة في عام 2005، حظي أوستروم بسلسلة من الاهتمام تضمنت مشاهدة الفيلم في مدينة نيويورك مع الإذاعة الوطنية العامة بالإضافة إلى إدراجه في قائمة 100 أعظم المجوم الأطفال ". في الفيلم الجديد، نقل أوستروم عن زميلته في فيلم وانكا جولي داون كول، قائلاً "إنها نوعًا ما مثل العودة إلى منزل كنت تعيش فيه ذات مرة وقد تم إعادة تزيينه." في نهاية المطاف، كان اهتمام وسائل الإعلام منتشرًا للغاية لدرجة أن أوستروم توقف عن الرد على هاتفه، وقال "من فضلكم، لا مزيد من المقابلات".

## مهنة الطب البيطري
بعد فترة وجيزة من عودة أوستروم إلى المنزل من تصوير ويلي ونكا ، حصلت عائلته على حصان. بينما كان أوستروم المراهق مهتمًا بالحصان، ترك الطبيب البيطري انطباعًا دائمًا فيه. توقف من المدرسة بين المدرسة الثانوية والكلية، عمل أوستروم في مركز ولاية ديلاوير للخيول في ولاية بنسلفانيا. فكر أوستروم في العودة إلى هوليوود، وزار كاليفورنيا لمدة أسبوع «لاختبار الأجواء» هناك. قرر في نهاية المطاف الحصول على شهادة في الطب البيطري بدلاً من ذلك، وشعر أنه سيوبخ نفسه إلى الأبد إذا لم يفعل ذلك. في عام 1984، حصل بيتر أوستروم على درجة الدكتوراه في الطب البيطري من كلية الطب البيطري بجامعة كورنيل.
اعتبارًا من أغسطس 2019, عمل أوستروم في قرية لوفيل (نيويورك) كطبيب بيطري بعيادة الريف البيطرية (يعمل بشكل رئيسي مع الخيول والأبقار), وكشريك إداري مع خدمات صحة وإدارة الألبان. كما شارك أوستروم في أطباء بيطريين تحت الطلب، وهي سلسلة ممولة من شركة فايزر والتي سلطت الضوء على عمل الأطباء البيطريين مع الحيوانات الكبيرة.

## روابط خارجية
- بيتر استروم على موقع IMDb (الإنجليزية)
- بيتر استروم على موقع ألو سيني (الفرنسية)
- بيتر استروم على موقع ميوزك برينز (الإنجليزية)
- بيتر استروم على موقع إن إن دي بي (الإنجليزية)
- بيتر استروم على موقع ديسكوغز (الإنجليزية)
- بيتر استروم على موقع قاعدة بيانات الفيلم (الإنجليزية)